# Living Colour
Living Colour is een Amerikaanse funkmetalband uit New York die in 1984 werd opgericht door gitarist Vernon Reid. De groep verzilverde twee opeenvolgende Grammy's voor Best Hard Rock Performance; eerst in 1990 met hun single Cult of Personality, daarna in 1991 met hun album Time's Up.

## Geschiedenis
De wortels van Living Colour liggen in New York, waar gitarist Vernon Reid de band in 1984 oprichtte. Hij was een deel van de Black Rock Coalition, een stichting die zwarte rockartiesten stimuleerde om muziek te gaan maken. De rockscene werd namelijk sinds het ontstaan ervan gedomineerd door blanken. In de eerste jaren schaarde Reid zich in vele bands met verschillende leden, die allemaal Living Colour heetten. De experimentele bandjes weken qua muziekgenre erg ver uit elkaar, van funk en jazz tot punk.
Tegen 1986 lag de bezetting van Living Colour vast, die toen bestond uit Reid met bassist Muzz Skillings, drummer Will Calhoun en zanger Corey Glover. De drie waren onervaren, doch getalenteerde muzikanten. Drummer Will Calhoun was zelfs afgestudeerd in muziek. Ze gingen toeren door verschillende clubs in en om New York. Nadat Mick Jagger potentie in hun muziek zag zorgde hij ervoor dat ze een demo konden opnemen, waardoor ze uiteindelijk een contract kregen bij Epic Records. Toen het succesvolle Vivid in 1988 uitkwam, scoorden ze flink. Het album verkocht erg goed, de video van Cult Of Personality werd veel vertoond op MTV, en in 1990 wonnen ze met deze single de Grammy voor Best Hard Rock Performance. Ze toerden ook als openingsact van The Rolling Stones.
Hun tweede album, Time's Up uit 1990 was een erg succesvol en divers album, waarbij ze alle hoeken en gaten van muziek verkenden. Met Type, de eerste single van het album hadden ze hun grootste hit tot nu toe. In Nederland was het nummer Love Rears Its Ugly Head ook succesvol. Met Time's Up wonnen ze opnieuw de Grammy voor Best Hard Rock Performance. In 1991 kwam hun ep Biscuits uit, met nummers die het niet tot hun albums hadden gered. Na een ruzie over de koers van de band verliet Muzz Skillings de band, en werd al snel vervangen door bassist Doug Wimbish.
Met deze bezetting maakten ze het album Stain, dat donkerder en harder was dan hun oudere werk. Het scoorde iets minder dan de voorlopers, maar was desalniettemin nog steeds een erg succesvol album. Tegen 1995 viel de groep uit elkaar door meningsverschillen over de muzikale koers van de band. In 1996 kwam het compilatiealbum Pride nog uit, met vier nog niet eerder uitgebrachte nummers erop. Hierna werd het een tijd lang stil rond Living Colour.
Tegen 2000 kwam de groep echter weer bij elkaar, en ging met nieuwe ideeën de studio in. Dit resulteerde in 2003 in het redelijk succesvolle album CollideØscope. CollideØscope was over het algemeen harder dan de vorige albums, maar had toch een paar funk- en reggae-achtige nummers erop staan. In 2004 werd Live at CBGB's uitgebracht, een oude liveopname uit 1989. In 2006 kwam er nog een best of-compilatie uit: Everything is Possible - The Very Best of Living Colour.
In 2008 werd nog een Live at CBGB's uitgebracht met een liveregistratie van 19 augustus 2005. Tevens kwam 2008 een DVD uit van een liveregistratie in Parijs The Paris Concert. Op 15 september 2009 kwam het vijfde studioalbum van Living Colour uit, The Chair In The Doorway, dat werd gevolgd door een wereldtournee.
Op 9 september 2017 kwam het album Shade uit. Op dezelfde dag speelde de band in Eindhoven tijdens City Rock Eindhoven.

## Samenstelling
- Vernon Reid - gitaar, zang
- Corey Glover - zang
- Will Calhoun  - drums
- Doug Wimbish - basgitaar, zang

## Voormalig bandlid
- Muzz Skillings - basgitaar

## Discografie

### Albums
- Vivid (1988)
- Time's Up (1990)
- Stain (1993)
- CollideØscope (2003)
- The Chair in the Doorway (2009)
- Shade (2017)

### Ep's
- Biscuits (1991)

### Live-albums
- Live at CBGB's (2004, liveopname 1989)
- Live at CBGB's (2008, liveopname 2005)

### Compilaties
- Biscuits (1991)
- Dread (1993)
- Pride (1995)
- Pride (1995)
- Super Hits (1998)
- Play It Loud (1998)
- Everything is Possible - The Very Best of Living Colour (2006)

### Singles
- Cult Of Personality (1988)
- Glamour Boys (1989)
- Memories Can't Wait (1989)
- Open Letter (To A Landlord) (1989)
- Type (1990)
- Elvis Is Dead (1990)
- Love Rears Its Ugly Head (1991)
- Solace of You (1991)
- Pride (1992)
- Fight The Fight (1992)
- Nothingness (1993)
- Ausländer (1993)
- Sunshine of Your Love (1994) (cover van Cream)

### Video's
- Official Live Bootleg (1989)
- Primer (1989)
- Time Tunnel (1991)
- Fight The Fight (1992)

### Dvd's
- The Paris Concert (2007)

### Hitnoteringen

#### Albums
| Album met eventuele hitnotering(en) in de Nederlandse Album Top 100 | Datum van verschijnen | Datum van binnenkomst | Hoogste positie | Aantal weken | Opmerkingen |
| ------------------------------------------------------------------- | --------------------- | --------------------- | --------------- | ------------ | ----------- |
| Vivid                                                               | 1989                  | 02-12-1989            | 92              | 3            |             |
| Time's Up                                                           | 1990                  | 15-09-1990            | 24              | 30           |             |
| Biscuits                                                            | 1991                  | 27-07-1991            | 43              | 9            |             |
| Stain                                                               | 1993                  | 06-03-1993            | 8               | 18           |             |

#### Singles
| Single met eventuele hitnotering(en) in de Nederlandse Top 40 | Datum van verschijnen | Datum van binnenkomst | Hoogste positie | Aantal weken | Opmerkingen |
| ------------------------------------------------------------- | --------------------- | --------------------- | --------------- | ------------ | ----------- |
| Glamour Boys                                                  | 1989                  | 18-11-1989            | 29              | 4            |             |
| Love Rears Its Ugly Head                                      | 1990                  | 08-12-1990            | 12              | 6            |             |
| Solace of You                                                 | 1991                  | 22-06-1991            | 27              | 4            |             |
| Leave It Alone                                                | 1993                  | 27-02-1993            | 28              | 4            |             |

#### NPO Radio 2 Top 2000
| Nummer met noteringen in de NPO Radio 2 Top 2000 | '14  | '15  | '16  | '17  | '18  | '19  | '20  | '21  | '22  |
| ------------------------------------------------ | ---- | ---- | ---- | ---- | ---- | ---- | ---- | ---- | ---- |
| Love Rears Its Ugly Head                         | 1566 | 1623 | 1383 | 1490 | 1787 | 1810 | 1796 | 1959 | 1958 |

1. ↑  Een vetgedrukt getal geeft de hoogste notering aan.
2. ↑  2014 was het eerste jaar met een notering voor dit nummer.
3. ↑  Deze tabel is bijgewerkt tot en met de laatste editie (2024).